# Bunta
Bunta (jap. ぶんた, ブンタ) – męskie imię japońskie.

## Możliwa pisownia
Bunta można zapisać, używając wielu różnych znaków kanji i może znaczyć m.in.:
- 文太, „zdanie, duży”
- 文多, „zdanie, wiele”

## Znane osoby
- Bunta Sugawara (文太), japoński aktor

## Fikcyjne postacie
- Bunta Daichi (文太), główny bohater serialu tokusatsu JAKQ Dengekitai
- Bunta Fujiwara (文太), jeden z bohaterów serii Initial D
- Bunta Marui (ブン太), bohater mangi i anime The Prince of Tennis
- Bunta Takakura (文太), postać z mangi Shin-chan